# Erika Ulrich
Erika Ulrich (* 30. Juni 1943) ist eine ehemalige Schweizer Bogenschützin.

## Karriere
Erika Ulrich nahm an den Olympischen Spielen 1980 in Moskau teil. Im Einzelwettbewerb belegte sie den 18. Platz.